# 沙鱼镇
沙鱼镇，是中华人民共和国重庆市合川区下辖的一个乡镇级行政单位。

## 行政区划
沙鱼镇下辖以下地区：
沙鱼桥社区、葛麻村、庙堡村、双堡村、燕子村和开元村。